# Liste der Biosphärenreservate in Afrika
Auf dieser Seite sind nach Staaten geordnet die Stätten in dem Kontinent Afrika aufgelistet, die von der UNESCO im Rahmen des Programms Man and the Biosphere (MAB, Der Mensch und die Biosphäre) als Biosphärenreservat bis einschließlich 2017 anerkannt wurden. 
Die Zahl am Anfang jeder Zeile bezeichnet das Jahr der Anerkennung der Stätte als UNESCO-Biosphärenreservat.

## Ägypten
- 1981 – Omayed (erweitert 1998)
- 1993 – Wadi Allaqi

## Algerien
- 1986 – Tassili n’Ajjer
- 1990 – El Kala
- 1997 – Djurdjura
- 2002 – Chréa
- 2004 – Taza
- 2004 – Gouraya
- 2015 – Belezma
- 2016 – Tlemcen Berge

## Äthiopien
- 2010 – Kafa
- 2010 – Yayu
- 2012 – Sheka
- 2015 – Tanasee
- 2017 – Majang-Wald

## Benin
- 1986 – Pendjari
- 2002 – W-Region (zusammen mit Burkina Faso und Niger)
- 2017 – Mono-Delta (zusammen mit Togo)

## BurkinaFaso
- 1986 – Mare aux Hippopotames
- 2002 – W-Region (zusammen mit Benin und Niger)
- 2018 – Arly

## Côte d’Ivoire
- 1977 – Taï
- 1983 – Comoé

## Eswatini
- 2019 – Lubombo

## Gabun
- 1983 – Ipassa-Makokou

## Ghana
- 1983 – Bia
- 2011 – Songor
- 2016 – Bosomtwe-See

## Guinea
- 1980 – Mont Niger
- 1980 – Massif du Ziama
- 2002 – Badiar
- 2002 – Haut Niger

## Guinea-Bissau
- 1996 – Boloma Bijagós

## Jemen
- 2003 – Sokotra

## Kamerun
- 1979 – Waza
- 1981 – Benoué
- 1981 – Dja

## Kenia
- 1978 – Mount Kenya
- 1978 – Mount Kulal
- 1979 – Malindi-Watamu-Arabuko-Sokoke (2019 erweitert)
- 1980 – Kiunga
- 1991 – Amboseli
- 2003 – Mount Elgon

## Demokratische Republik Kongo
- 1976 – Yangabi
- 1976 – Luki
- 1982 – Lufira

## Republik Kongo
- 1977 – Odzala
- 1988 – Dimonika

## Madagaskar
- 1990 – Mananara Nord
- 2001 – Sahamalaza-Iles Radama
- 2003 – Littoral de Toliara
- 2016 – Nationalpark Kirindy-Mitea
- 2018 – Tsimanampesotse – Nosy Ve Androka

## Malawi
- 2000 – Mount Mulanje
- 2006 – Lake Chilwa Wetland

## Mali
- 1982 – Boucle du Baoulé

## Marokko
- 1998 – Arganeraie
- 2000 – Oasis du sud marocain
- 2006 – Interkontinentales Biosphärenreservat am Mittelmeer (zusammen mit Spanien)
- 2016 – Biosphärenreservat Atlas-Zeder

## Mauretanien
- 2005 – Delta des Senegal (zusammen mit Senegal)

## Mauritius
- 1977 – Macchabee/Bel Ombre

## Mosambik
- 2018 – Quirimbas

## Niger
- 1996 – W-Region (seit 2002 zusammen mit Benin und Burkina Faso)
- 1997 – Aïr und Ténéré
- 2017 – Gadabedji

## Nigeria
- 1977 – Omo

## Ruanda
- 1983 – Vulkan-Nationalpark

## Senegal
- 1979 – Samba Dia
- 1980 – Saloum-Delta
- 1981 – Niokolo-Koba
- 2005 – Delta des Senegal (zusammen mit Mauretanien)
- 2012 – Ferlo

## SãoTomé undPríncipe
- 2012 – Príncipe

## Simbabwe
- 2010 – Mittlerer Sambesi

## Südafrika
- 1998 – Kogelberg
- 2000 – Cape West Coast (erweitert 2003)
- 2001 – Waterberg
- 2001 – Kruger to Canyons
- 2007 – Cape Winelands
- 2009 – Vhembe
- 2015 – Gouritz Cluster
- 2015 – Magaliesberge
- 2017 – Garden Route
- 2018 – Marico

## Spanien
- 1983 – La Palma (erweitert und umbenannt 1997 und 2002)
- 1993 – Lanzarote
- 2000 – Insel El Hierro
- 2005 – Gran Canaria
- 2009 – Fuerteventura
- 2012 – La Gomera

## Sudan
- 1979 – Dinder
- 1979 – Radom
- 2017 – Jebel Al Dair

## Togo
- 2011 – Oti-Keran / Oti-Mandouri
- 2017 – Mono-Delta (zusammen mit Benin)

## Tansania
- 1981 – Manyara-See (erweitert 2017)
- 1981 – Serengeti-Ngorongoro (erweitert 2017)
- 2000 – East Usambara (erweitert 2017)
- 2016 – Jozani-Chwaka Bay
- 2018 – Gombe Masito Ugalla

## Tunesien
- 1977 – Djebel Bou-Hedma
- 1977 – Djebel Chambi
- 1977 – Ichkeul
- 1977 – IIes Zembra et Zembretta

## Uganda
- 1979 – Queen Elizabeth
- 2005 – Mount Elgon

## Zentralafrikanische Republik
- 1977 – Basse-Lobaye
- 1979 – Bamingui-Bangoran